# Сеанс одночасної гри (фільм)
Сеанс одночасної гри (рос. Сеанс одновременной игры) — радянський художній телефільм 1982 року, знятий кіностудією «Ленфільм».

## Сюжет
Молодому шоферові таксі, Фомі Багрову, підвернулася вигідна справа: перегнати на Кавказ нову «Волгу». Обдуривши свого начальника, Фома оформлює кілька днів за свій рахунок і вирушає в подорож. По дорозі, ризикуючи життям, він рятує від катастрофи автобус з дітьми, але при цьому «Волга» отримує серйозні пошкодження…

## У ролях
- Євген Леонов-Гладишев — Фома Багров, таксист
- Євгенія Симонова — Ольга Василівна Пінчук, кореспондентка
- Микола Трофімов — Волгін, Михалич, шеф Фоми
- Азат Шеренц — Соскієв, господар «Волги»
- Георгій Штиль — Микола Васильович Пінчук, брат Ольги, фотограф
- Любов Тищенко — пасажирка «Волги»
- Марина Чернишова — піонервожата
- Олександр Афанасьєв — сержант міліції
- Олег Хроменков — пасажир «Волги»
- Ігор Боголюбов — пасажир таксі
- Жанна Сухопольська — пасажирка таксі
- Микола Муравйов — таксист
- Олена Ставрогіна — покупчиня коляски
- Світлана Кірєєва — адміністраторка готелю

## Знімальна група
- Режисер — Олексій Лебедєв
- Сценарист — Аркадій Красильщиков
- Оператор — Костянтин Рижов
- Композитор — Євген Іршаї
- Художниця — Белла Маневич